# Openbank
Openbank és un banc espanyol, amb seu a Madrid, filial de Banco Santander. Està enfocat en la banca minorista per a particulars; i els seus principals canals d'operativa són Internet i telèfon. També té presència a Alemanya, Portugal i els Països Baixos. A més, té una mínima presència als altres països que pertanyen a la zona euro.

## Història
L'any 1995, Banco Santander impulsà la creació d'Openbank com el primer banc directe telefònic i la primera entitat financera sense comissions, i aconseguí més de 100 000 clients.
El 1996, creà el primer web oficial d'Openbank, i així es convertí en el primer banc directe a Espanya que oferia als seus clients la realització d'operativa bancària a través d'Internet i de telefonia.
El 1998 van ser els primers a llançar una Multigestora, amb els Fons d'Inversió i els Plans de Pensions de les gestores més prestigioses.
El 1999, Openbank creà el primer broker online, amb liquiditat immediata d'operacions en mercats nacionals i internacionals.